# Saturn-Award-Verleihung 1980
Die 7. Saturn-Award-Verleihung fand am 26. Juli 1980 statt.
Erfolgreichste Produktionen mit jeweils drei Auszeichnungen wurden Alien – Das unheimliche Wesen aus einer fremden Welt, Flucht in die Zukunft und Liebe auf den ersten Biss.

## Nominierungen und Gewinner

### Film
| Kategorie                     | Preisträger                                    | Film                                                 | Nominierungen |
| ----------------------------- | ---------------------------------------------- | ---------------------------------------------------- | --- |
| Bester Science-Fiction-Film   |                                                | Alien – Das unheimliche Wesen aus einer fremden Welt | Das schwarze Loch James Bond 007 – Moonraker – Streng geheim Star Trek: Der Film Flucht in die Zukunft |
| Bester Horrorfilm             |                                                | Dracula                                              | Amityville Horror Liebe auf den ersten Biss Der Mafu-Käfig Das Böse |
| Bester Fantasyfilm            |                                                | Muppet Movie                                         | Adele hat noch nicht zu Abend gegessen Im Bann des Kalifen Die letzte Flut Nutcracker Fantasy |
| Bester ausländischer Film     |                                                | Adele hat noch nicht zu Abend gegessen               | Das Geheimnis des blinden Meisters Nosferatu – Phantom der Nacht Patrick Star Crash – Sterne im Duell Sternenkrieg im Weltall |
| Bester Film unter 1.000.000 $ |                                                | Planet der Monster                                   | Saat des Wahnsinns – Clonus Horror |
| Beste Regie                   | Ridley Scott                                   | Alien – Das unheimliche Wesen aus einer fremden Welt | John Badham für Dracula Peter Weir für Die letzte Flut Robert Wise für Star Trek: Der Film Nicholas Meyer für Flucht in die Zukunft                                                                                                  |
| Bestes Drehbuch               | Nicholas Meyer                                 | Flucht in die Zukunft                                | Dan O’Bannon für Alien – Das unheimliche Wesen aus einer fremden Welt Jeb Rosebrook & Gerry Day für Das schwarze Loch Robert Kaufman für Liebe auf den ersten Biss Jerry Juhl & Jack Burns für Muppet Movie                          |
| Beste Spezialeffekte          | Douglas Trumbull John Dykstra Richard Yuricich | Star Trek: Der Film                                  | Brian Johnson & Nick Allder für Alien – Das unheimliche Wesen aus einer fremden Welt Peter Ellenshaw für Das schwarze Loch John Evans & John Richardson für James Bond 007 – Moonraker – Streng geheim Robbie Knott für Muppet Movie |
| Beste Musik                   | Miklós Rózsa                                   | Flucht in die Zukunft                                | Ken Thorne für Im Bann des Kalifen John Barry für Das schwarze Loch Paul Williams für Muppet Movie Jerry Goldsmith für Star Trek: Der Film                                                                                           |
| Bestes Kostüm                 | Jean-Pierre Dorléac                            | Buck Rogers                                          | Jean-Pierre Dorléac für Kampfstern Galactica Gisela Storch für Nosferatu – Phantom der Nacht Robert Fletcher für Star Trek: Der Film Sal Anthony & Yvonne Kubis für Flucht in die Zukunft                                            |
| Bestes Make-Up                | William Tuttle                                 | Liebe auf den ersten Biss                            | Pat Hay für Alien – Das unheimliche Wesen aus einer fremden Welt Tom Savini für Zombie Peter Robb-King für Dracula Fred B. Phillips, Janna Phillips & Ve Neill für Star Trek: Der Film                                               |
| Bester Hauptdarsteller        | George Hamilton                                | Liebe auf den ersten Biss                            | Christopher Lee für Im Bann des Kalifen Frank Langella für Dracula William Shatner für Star Trek: Der Film Malcolm McDowell für Flucht in die Zukunft                                                                                |
| Beste Hauptdarstellerin       | Mary Steenburgen                               | Flucht in die Zukunft                                | Sigourney Weaver für Alien – Das unheimliche Wesen aus einer fremden Welt Margot Kidder für Amityville Horror Susan Saint James für Liebe auf den ersten Biss Persis Khambatta für Star Trek: Der Film                               |
| Bester Nebendarsteller        | Arte Johnson                                   | Liebe auf den ersten Biss                            | Donald Pleasence für Dracula Richard Kiel für James Bond 007 – Moonraker – Streng geheim Leonard Nimoy für Star Trek: Der Film David Warner für Flucht in die Zukunft                                                                |
| Beste Nebendarstellerin       | Veronica Cartwright                            | Alien – Das unheimliche Wesen aus einer fremden Welt | Pamela Hensley für Buck Rogers Jacquelyn Hyde für The Dark Marcy Lafferty für Invasion aus dem Weltall Nichelle Nichols für Star Trek: Der Film                                                                                      |

### Ehrenpreise
| Kategorie                                   | Preisträger                      | Film                          | Nominierungen |
| ------------------------------------------- | -------------------------------- | ----------------------------- | ------------- |
| Hall Of Fame                                |                                  | The Rocky Horror Picture Show |               |
| Beliebtester internationaler Darsteller     | Roger Moore                      |                               |               |
| Außergewöhnliche Verdienste für die Academy | Robert V. Michelucci             |                               |               |
| George Pal Memorial Award                   | John Badham                      |                               |               |
| Life Career Award                           | Gene Roddenberry William Shatner |                               |               |